# Vranov nad Topľou
Vranov nad Topľou je slovenské okresní město v Prešovském kraji, 35 km severovýchodně od Košic. Má přibližně 21 tisíc obyvatel. Městem protéká řeka Topľa.

## Název města
Před rokem 1927 a mezi lety 1944 a 1969 neslo město jméno jen Vranov. Německé názvy města jsou Fröhnel, Frönel či Vronau an der Töpl, maďarský název zní Varannó.

## Historie
První archeologické nálezy pochází z doby stěhování národů. Budoucí město Vranov nad Topľou bylo tehdy malou slovanskou osadou. Ve středověku osada těžila ze svojí výhodné polohy na trase obchodní stezky vedoucí z Prešova, rozvíjel se obchod a řemesla. Ve 14. století nastal skutečný rozvoj, osada se změnila v město. Městská práva Vranov získal před rokem 1363, vznikla městská samospráva a bylo mu povoleno i vybírat daně a konat trhy. V 16. století zde vznikla škola.
O dalších 300 let později, v 19. století však patřilo město do méně rozvinutých oblastí Horních Uher, lidé se odsud stěhovali za lepšími podmínkami. Na začátku 20. století, v roce 1903 sem byla zavedena železnice, o další tři roky později i elektřina a telefonní spojení. Po vzniku Československa patřilo k méně průmyslově rozvinutým městům, hlavní roli tu stále hrálo zemědělství. Změna přišla až po roce 1945, byla vybudována panelová sídliště a průmyslové závody.

## Památky
- bazilika Narození Panny Marie, od roku 2008 bazilika minor

## Osobnosti
- Alexandr Beer (1917–2015), český generál, veterán bitev u Dukly, Sokolova a u Kurska
- Ján Figeľ (* 1960), evropský komisař, místopředseda vlády
- Vladimír Kobielsky (* 1975), herec